# Іванівка (Корюківський район)
Іва́нівка — село в Україні, у Сновській міській громаді Корюківського району Чернігівської області. Населення становить 224 осіб. До 2016 орган місцевого самоврядування — Софіївська сільська рада.

## Історія
У 1760-х — 1782 роках у селі 15 дворами підсусідків та шинком володів генеральний осавул Глухівського періоду в історії України Скоропадський Іван Михайлович (1727—1782).
12 червня 2020 року, відповідно до розпорядження Кабінету Міністрів України № 730-р «Про визначення адміністративних центрів та затвердження територій територіальних громад Чернігівської області», увійшло до складу Сновської міської громади.
19 липня 2020 року, в результаті адміністративно-територіальної реформи та ліквідації Сновського району, село увійшло до складу Корюківського району.

## Населення

### Мова
Розподіл населення за рідною мовою за даними перепису 2001 року:
| Мова       | Кількість | Відсоток |
| ---------- | --------- | -------- |
| українська | 219       | 97.77%   |
| російська  | 5         | 2.23%    |
| Усього     | 224       | 100%     |